# لجنة إصلاح القوانين
إصلاح القوانين أو الإصلاح القانوني عملية تتمثل في دراسة القوانين الموجودة بالفعل، والدعوة إلى إجراء تغييرات في الأنظمة القانونية وتنفيذها، عادةً بهدف تعزيز العدالة أو الكفاءة.
ويرتبط بهذا المصطلح ارتباطًا وثيقًا هيئات إصلاح القوانين أو لجان القوانين، والتي تمثل المؤسسات التي نشأت بهدف تسهيل عملية إصلاح القوانين. وتضطلع هيئات إصلاح القوانين بمهمة إجراء الأبحاث واقتراح السبل التي يمكن من خلالها تبسيط وتحديث القوانين. وتعد العديد من هيئات إصلاح القوانين بمثابة شركات قانونية أنشأتها الحكومات، على الرغم من أنها عادةً ما تكون مستقلة عن سيطرة الحكومات، وفي نفس الوقت تكفل الاستقلال الفكري لتعكس بدقة الكيفية التي يمكن من خلالها تحديث القوانين والإخبار عن تلك الكيفية.
كذلك، يمكن أن تشمل أنشطة إصلاح القوانين إعداد وطرح القضايا بـ المحكمة من أجل تغيير القانون العام؛ والضغط السياسي الذي يمارسه الموظفون الحكوميون في سبيل تغيير التشريعات؛ وإجراء الأبحاث أو الكتابات التي تساعد في إنشاء قاعدة تجريبية لأنشطة إصلاح القوانين الأخرى.
تتمثل الطرق الأربعة الرئيسية الخاصة بإصلاح القوانين في إلغاء (إبطال القانون)، وإنشاء قوانين جديدة، والدمج بين القوانين (تغيير القانون الحالي) ووضع القوانين.

## تعريف
يستخدم تعبير «إصلاح القوانين» ليحمل عددًا من المعاني وبعض هذه المعاني توشك أن تصل للدرجة التي يمكننا القول عندها أنها تتعارض كليًا مع بعضها البعض.
في قانون إصلاح القوانين لعام 1975، يشمل التعبير «إصلاح»، الخاص بالقانون أو فرع من فروعه، تطويره، وتدوينه (ويشمل ذلك على وجه الخصوص تبسيطه وتحديثه) والتنقيح والدمج بين التشريعات الأساسية، وبالتالي يلزم تفسير الكلمات المشابهة وفقًا لذلك.

## علاقته بالإصلاح القضائي
يتمثل الإصلاح القضائي في إصلاح سياسي كامل أو جزئي للنظام القضائي لدولة ما. وغالبًا ما يتم إجراء الإصلاح القضائي كجزء من الإصلاح الأشمل للنظام السياسي أو الإصلاحي القانوني لهذه الدولة. يعرض رئيس المحكمة الدستورية لروسيا الاتحادية، فاليري زوركين، في مقالته بعنوان، "اثنتا عشر أطروحة على عملية الإصلاح القانوني بروسيا"؛ والتي نشرت للمرة الأولى في مجلة روسية يطلق عليها "التشريع والاقتصاديات"، رقم 2، 2004 علاقة واضحة بين الإصلاح القانوني والقضائي ويرد بها ما يلي: "يجب ألا يشتمل الإصلاح القانوني الكامل على إصلاح قضائي فحسب، بل أيضًا على عملية إصلاح تستهدف الجوانب المختلفة للنظام الهيكلي ومضمون التشريعات، والتثقيف القانوني والتوعية القانونية من جانب أفراد المجتمع، وكذا الوعي المشترك داخل الوسط القانوني ككل. ويهدف الإصلاح القضائي عادةً إلى تحسين مثل هذه الأمور كالمحاكم القانونية، والنيابات، والمحاماة (محام)، والتحقيق القضائي، والعمليات التنفيذية، وحفظ السجلات.

## علاقته بالاقتصاديات
يمكن أن يعمل الإصلاح القانوني كـ «حافز» لكافة أشكال الإصلاحات الأخرى، بما في ذلك إصلاح الاقتصاد. فلا يمكن إنشاء اقتصاد سوق حقيقي دون توفير الضمانات الكاملة للممتلكات الخاصة والقدرة على التنبؤ بشفافية لأنشطة المشاريع، من جانب، والسيطرة القانونية المعقولة بشكل كافٍ على العمليات الاقتصادية، من جانب آخر. وفي إطار ذلك، يلزم أن يكون الإصلاح القانوني جزءًا لا يتجزأ من أي عملية إصلاح جارية. تعد عملية الإصلاح القانوني أداة لتنفيذ الإصلاحات الضرورية، لإحداث توازن بين المصالح المتنافسة، وإنشاء اقتصاد حيوي ومستدام، وبناء مجتمعٍ مدنيٍ مستدامٍ. وفي خلال العقود الأخيرة، أصبح القضاء نشطًا في القضايا الاقتصادية ذات الصلة بـ الحقوق الاقتصادية التي أنشأها الدستور؛ حيث «قد يوفر الاقتصاد نظرة ثاقبة للتساؤلات التي ترتبط بالتفسير القانوني السليم». وحيث إن العديد من الدول التي تتميز بوجود نظام سياسي واقتصادي انتقالي تستمر في التعامل مع دستورها باعتباره مستندًا قانونيًا مجردًا بعيدًا كل البعد عن السياسة الاقتصادية للدولة، أصبحت ممارسة المراجعة القضائية للإجراءات الاقتصادية الخاصة بالسلطتين التنفيذية والتشريعية في تزايد.
يتحكم الجهاز التنفيذي تمامًا في ميزانية السلطة القضائية في العديد من الدول النامية. وتسبب الجهاز التنفيذي هذا في تقويض عملية الفصل بين القوى، حيث إنه عمل على إنشاء اعتمادٍ ماليٍ كبيرٍ للسلطة القضائية. وتخضع عملية التوزيع المناسب للثورة الوطنية بما في ذلك عملية الإنفاق الحكومي على السلطة القضائية لـ الاقتصاديات الدستورية. في نفس الوقت، من الضروري أن نميز بين طريقتين لـ فساد السلطة القضائية: لـالدولة (من خلال التخطيط للميزانية والامتيازات المختلفة)، والقطاع الخاص.

## مثال روسي
في روسيا الحديثة، صيغت الجوانب والاتجاهات الخاصة بالإصلاح القضائي في «مفهوم الإصلاح القضائي» الذي تم تفعيله في البرلمان الروسي بتاريخ 24 أكتوبر 1991. ولا تزال هذه الوثيقة سارية المفعول وقابلة للتطبيق من الناحية القانونية.
وأكد فاليري زوركين أن مبدأ "«فصل السلطات»، ورد كذلك في دستور روسيا، ويستلزم الأخذ في الاعتبار فكرة استقلال القضاء. ويتطلب مثل هذا الاستقلال توفير التمويل المناسب للمحاكم وأنشطتها. ومن المعلوم جيدًا أن المحاكم الروسية لا تزال تعاني من نقص التمويل. ومع ذلك، فإن التكاليف الاقتصادية المتراكمة التي تتكبدها المؤسسات الحكومية ومؤسسات القطاع الخاص كنتيجة لضعف أداء المؤسسات القضائية المختلفة، وبخاصة المحاكم ذات القضاء العام ومحاكم التحكيم، تبلغ مرتين على الأقل من حيث الكمية مقارنةً بالأعباء المالية التي تتكبدها الدولة والمجتمع في إطار تمويل مثل هذه المؤسسات القضائية. وبهذا، سيعمل التخلص من مشكلة نقص تمويل المحاكم بلا شك في تحسين كفاءة أعمالها وبالتالي سيصبح دورها مجديًا.
بالأخذ في الاعتبار تفاصيل التطورات التاريخية التي شهدتها روسيا، يمكن للمرء أن يؤكد على حقيقة أنه من دون إجراء إصلاح قانوني واسع النطاق فسيكون من الصعب للغاية تحقيق نجاح بالتزامن مع عملية الإصلاح القضائي. وبهذا أصبح من الضروري الآن الكشف عن عمليات الإصلاح القانوني واسع النطاق، والتي يتعين إنجازها بحلول عام 2020. كذلك، ينبغي أن يمثل العرض الرسمي العام وتنفيذ مثل هذه الإصلاحات القانونية المسؤولية الأساسية في قائمة مسؤوليات السلطتين التنفيذية والتشريعية. إن برنامج الإصلاح القانوني بحاجة لأن يتم اعتماده في شكل من أشكال القوانين التشريعية.

## وصلات خارجية
- دليل المحامين العرب.